# 1706 Dieckvoss
1706 Dieckvoss este un asteroid din centura principală, descoperit pe 5 octombrie 1931, de Karl Reinmuth.